# Emil Wiechert
Emil Wiechert nebo Johann Emil Wiechert (26. prosince 1861 Tilsit, Ruské impérium – 19. března 1928 Göttingen, Výmarská republika) byl německý fyzik a seismolog, vynálezce seismografu.

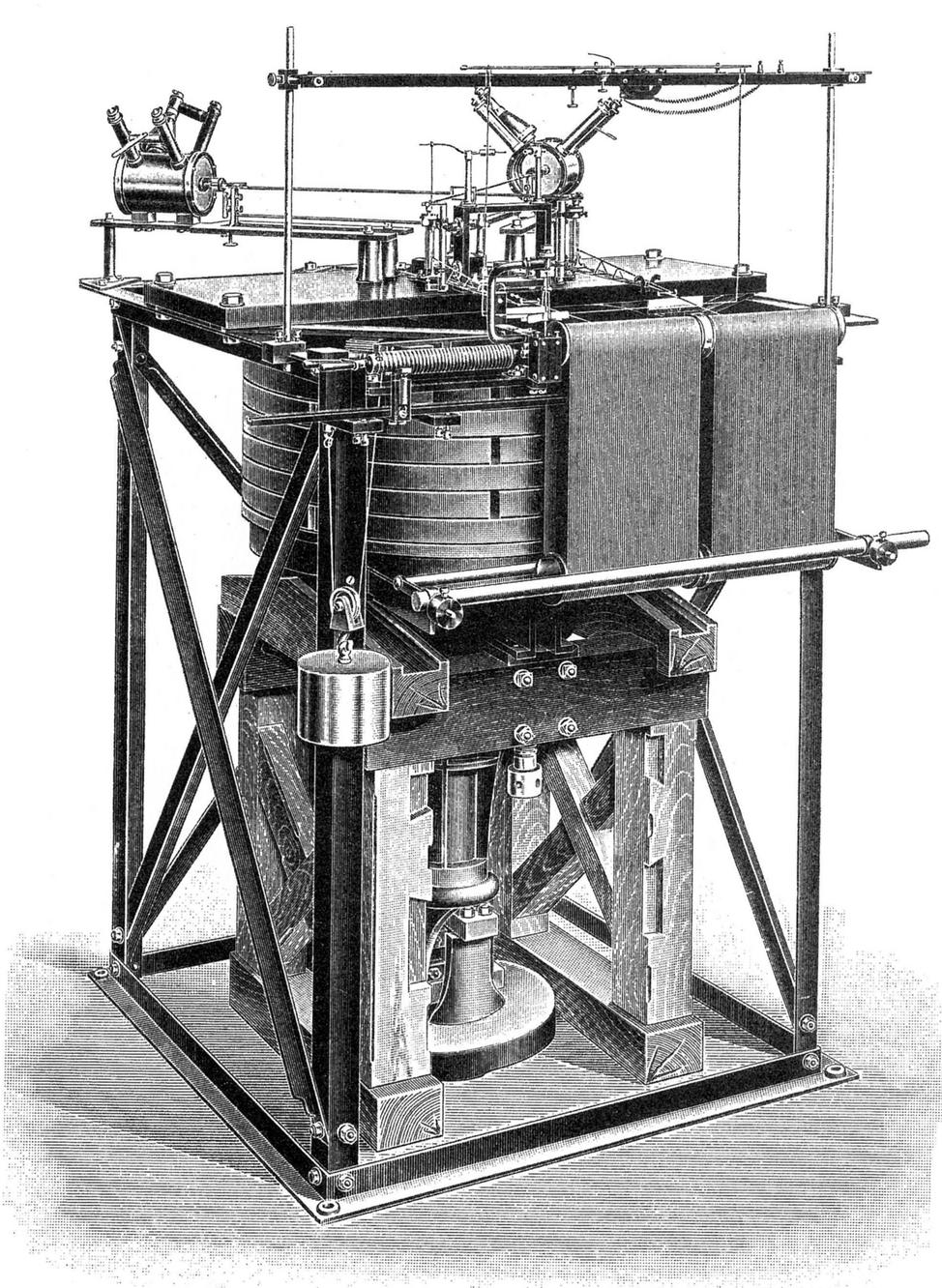
Wiechertův seismograf

Studoval v Kaliningradu, kde v roce 1898 promoval a o rok později získal habilitaci. Tehdy se zabýval stavbou hmoty, experimenty s katodovými proudy a elektřinou. V roce 1891 Wiechert odešel do Göttingenu a v roce 1898 se stal profesorem geofyziky. V roce 1902 zhotovil nejstarší seismograf na světě, který je dodnes v provozu.

## Ocenění
V roce 1903 byl Emil Wiechert jedním ze zakládajících členů Association Internationale de Séismologie, předchůdce dnešní Mezinárodní asociace seismologie a fyziky zemského nitra (IASPEI), člena Mezinárodní unie pro geodézii a geofyziku. Ve stejném roce se stal řádným členem göttingenské akademie věd. V roce 1911 se stal členem-korespondentem Bavorské a v roce 1912 Ruské akademie věd v Sankt Petěrburgu.
Jméno Emila Wiecherta nese kráter o průměru 41 kilometrů na odvrácené straně Měsíce (84° 30′ 0″ S, 165° 0′ 0″ E).
Německá geofyzikální společnost uděluje od roku 1955 medaili nesoucí jeho jméno. Deutsche Post vydala 10. listopadu 2011 zvláštní poštovní známku v hodnotě 90 centů ke 150. výročí jeho narození.